# Durango (Spagna)
Durango è un comune spagnolo di 29 131 abitanti situato nella comunità autonoma dei Paesi Baschi. È considerato, per attività economica e numero di abitanti, il centro più importante della Biscaglia dopo quelli dell'area metropolitana di Bilbao.

## Storia
Il 31 marzo del 1937 subì un bombardamento aereo ad opera della Aviazione Legionaria italiana ordinato da Galeazzo Ciano, genero del Duce, come volontà di appoggio al regime di Francisco Franco, bombardamento che fu reiterato per 4 giorni fino a pasqua (e inframmezzato con un'analoga azione, con la collaborazione della Legione Condor tedesca che, progettata come attacco di precisione verso la stazione ferroviaria, investì il centro abitato). Ciò accadde poche settimane prima dell'episodio di Guernica (reso celebre dal quadro di Pablo Picasso).
Nel '37 vivevano circa 9 000 persone a Durango (nel censimento del 1936 erano 8.797, ma è probabile che fossero giunti in città numerosi profughi, così come fossero evacuati diversi simpatizzanti per i ribelli) ed i bombardamenti colpirono la città per quattro giorni consecutivi radendola al suolo. Si tratta del primo bombardamento a tappeto rivolto ai civili nella storia delle guerre umane. I morti ufficialmente identificati furono 289 (tutti civili), o, secondo altre fonti 366, oppure 336 (con la distruzione parziale di 305 edifici, e totale di 71). Il bombardamento colpì la città durante la messa della mattina del 31 e nella sola chiesa di Santa Maria, colpita in pieno dalle bombe (non esistevano servizi d'allarme aereo, quindi nessuno fuggì) i morti identificati furono 127, centrata fu anche la chiesa di San Josè de los Jesuitas, in cui i morti furono circa 50 e il convento di Santa Susanna (in cui morirono 11 o 12 suore), in particolare il quartiere di Kurutziaga e la zona antistante alla stazione ferroviaria risultarono duramente colpite. Il bombardamento diede l'avvio ad una serie di azioni analoghe da parte dell'aviazione legionaria italiana, soprattutto contro la Catalogna.
Le forze principali coinvolte nel bombardamento furono la 213° (comandante cap. Vittorio Cannaviello) e la 214ª squadriglia (comandata da Gildo Simini che, divenuto poi colonnello dell'Aeronautica aderì alla RSI e fu un noto torturatore nella banda Carità) del 24º gruppo da bombardamento pesante (su Savoia Marchetti SM 81) appoggiati da circa 18 FIAT Cr 32 nel ruolo di cacciabombardieri (visto che in quella zona non esistevano aerei repubblicani), molte vittime furono infatti dovute ai mitragliamenti sulle strade durante il fuggi fuggi generale causato dalle prime bombe. Gli ordigni utilizzati si stimano essere circa 281 (più alcuni spezzoni) per un totale di 14 tonnellate circa di esplosivo, per lo più armi di piccolo calibro (solo 22 bombe impiegate pesavano 100 o più chilogrammi), che però risultarono micidiali in assenza di preavviso, difesa contraerea e rifugi, anche perché molti degli edifici colpiti non erano di cemento armato o pietra, ma in legno e mattoni, oppure, come le chiese, avevano un tetto particolarmente fragile.